# 马卫光
马卫光（1962年10月—），浙江绍兴人。中华人民共和国政治人物。1983年7月加入中国共产党，1983年8月参加工作。

## 生平
曾任宁波市政府办公厅主任，宁波市镇海区区长、区委书记，中共宁波市委副秘书长，宁波市副市长等职。
2016年11月，任中共绍兴市委副书记，代市长。2017年4月，当选为绍兴市市长。2018年2月，任中共绍兴市委书记。
2022年1月，任杭州市政协党组书记、主席。
2018年2月24日，当选为第十三届全国人大代表。